# Friedrich Wilhelm Murnau
F. W. Murnau, vlastním jménem Friedrich Wilhelm Plumpe (28. prosince 1888, Bielefeld – 11. března 1931, Santa Barbara, Kalifornie, USA) byl jedním z nejvýznamnějších filmových režisérů němé éry a prominentní figura expresionistického hnutí v kinematografii ve 20. letech minulého století. Murnau se dále nikdy netajil svou homosexuální orientací.

## Raná léta
Narodil se ve městě Bielefeld, měl dva bratry, Bernharda a Roberta, a dvě nevlastní sestry, Idu a Annu. Jeho matka Otilie Volbracht byla druhou ženou jeho otce, jímž byl Heinrich Plumpe, majitel textilní továrny v severozápadním Německu. Jejich rodinná vila byla často dějištěm divadelních her, režírovaných mladým Murnauem, který již jako dítě četl díla Schopenhauerova, Nietzscheova, Shakespearova, nebo Ibsenova. Ve studentském období svého života se spřátelil s divadelním režisérem Maxem Reinhardtem, u něhož také nějaký čas pracoval. Po vypuknutí první světové války byl Murnau odveden a sloužil na východní frontě. Následně se připojil k německým vzdušným silám a přežil několik kritických situací, dokonce aniž by byl někdy vážněji zraněn.

## Kariéra

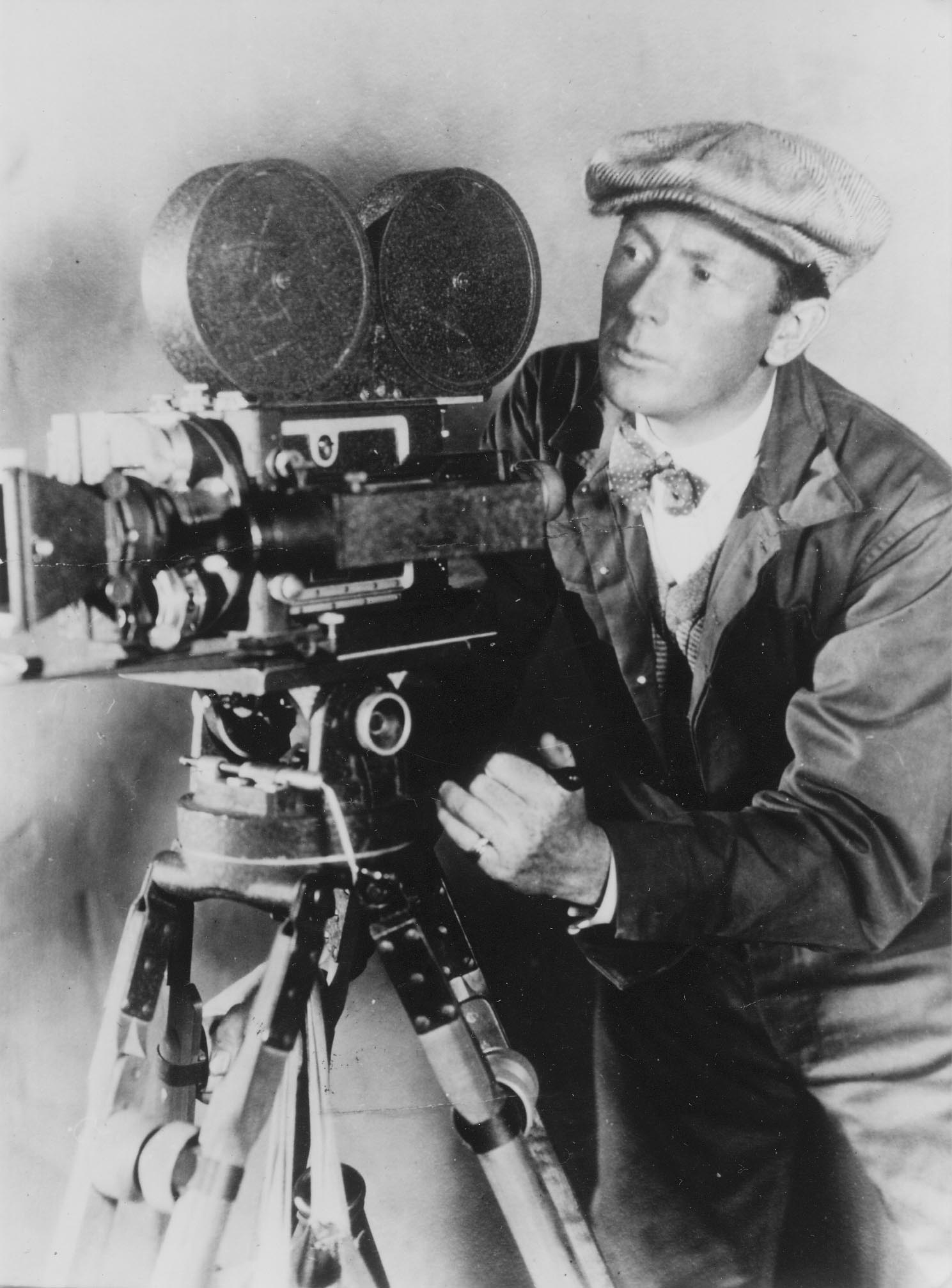
F. W. Murnau s kinoaparátem

Po válce se Murnau vrátil do Německa, přičemž byl pevně rozhodnut uplatnit se ve filmu. Jeho prvním celovečerním filmem byl snímek Chlapec v modrém (1919), který byl inspirován stejnojmenným obrazem Thomase Gainsborougha, stejně jako románem Oscara Wilda Obraz Doriana Graye. Tento Murnauův debut je dnes považován za ztracený.
Pokračoval v natáčení filmů a již o tři roky později se stal celosvětově proslulým díky filmu Upír Nosferatu (1922), neoficiální adaptací románu Brama Stokera Dracula. Po uvedení filmu do kin Stokerova vdova zažalovala tvůrce filmu za porušení autorských práv. Soudní proces vyhrála a následně bylo nařízeno, aby se všechny kopie filmu neodkladně zničily. Což se skutečně stalo a film se tak zachránil jenom díky ilegálním kopiím. Titulní postavu upíra nezapomenutelně ztvárnil německý divadelní herec Max Schreck, přičemž jeho upírská vizáž záměrně připomínala krysu, nositelku moru. Přestože neměl komerční úspěch kvůli problémům s autorskými právy, stalo se toto mistrovské dílo německého expresionismu Murnauovým nejslavnějším filmem.
Ve stejném roce natočil ještě snímek Fantom (1922), další vynikající příklad německého expresionismu. Tento film byl po mnoho let považován za ztracený, avšak byl filmovými archiváři nalezen a zrestaurován, takže ho může vidět i publikum 21. století. Následujícím významným dílem v Murnauově filmografii je snímek Poslední štace (1924), na kterém se podíleli další prominentní tvůrci výmarského filmu, scenárista Carl Mayer, kameraman Karl Freund a herec Emil Jannings. Tento zářný příklad německého filmového hnutí Kammerspiel se proslavil hlavně užitím tzv. „odpoutané kamery“, tedy kamerové techniky, zahrnující časté užívání kamerových jízd, švenků, náklonů kamery a dalších zajímavých kamerových stylistických prostředků.
Ve spolupráci s Mayerem, Freundem a Janningsem dále pokračoval při realizaci filmu Tartuffe (1925), adaptaci klasické Molièrovy hry. Film je zajímavý mimo jiné tím, že využívá formálního prostředku rámování, kdy se samotný příběh o Tartuffuvi stává „filmem ve filmu“, který je ve filmu promítám. Posledním německým filmem F. W. Murnaua byl vysokorozpočtový Faust (1926), opět za herecké účasti Emila Janningse, který si zde zahrál postavu Mefista. Film zpracovává tradiční příběh legendy o Faustovi, kterou nesmrtelně zvěčnil např. Johann Wolfgang von Goethe ve svém klasickém díle. Proslavená sekvence tohoto filmu je ta, v níž se obří, okřídlená figura Mefista vznáší nad městem a rozsívá semena moru.

## Hollywood

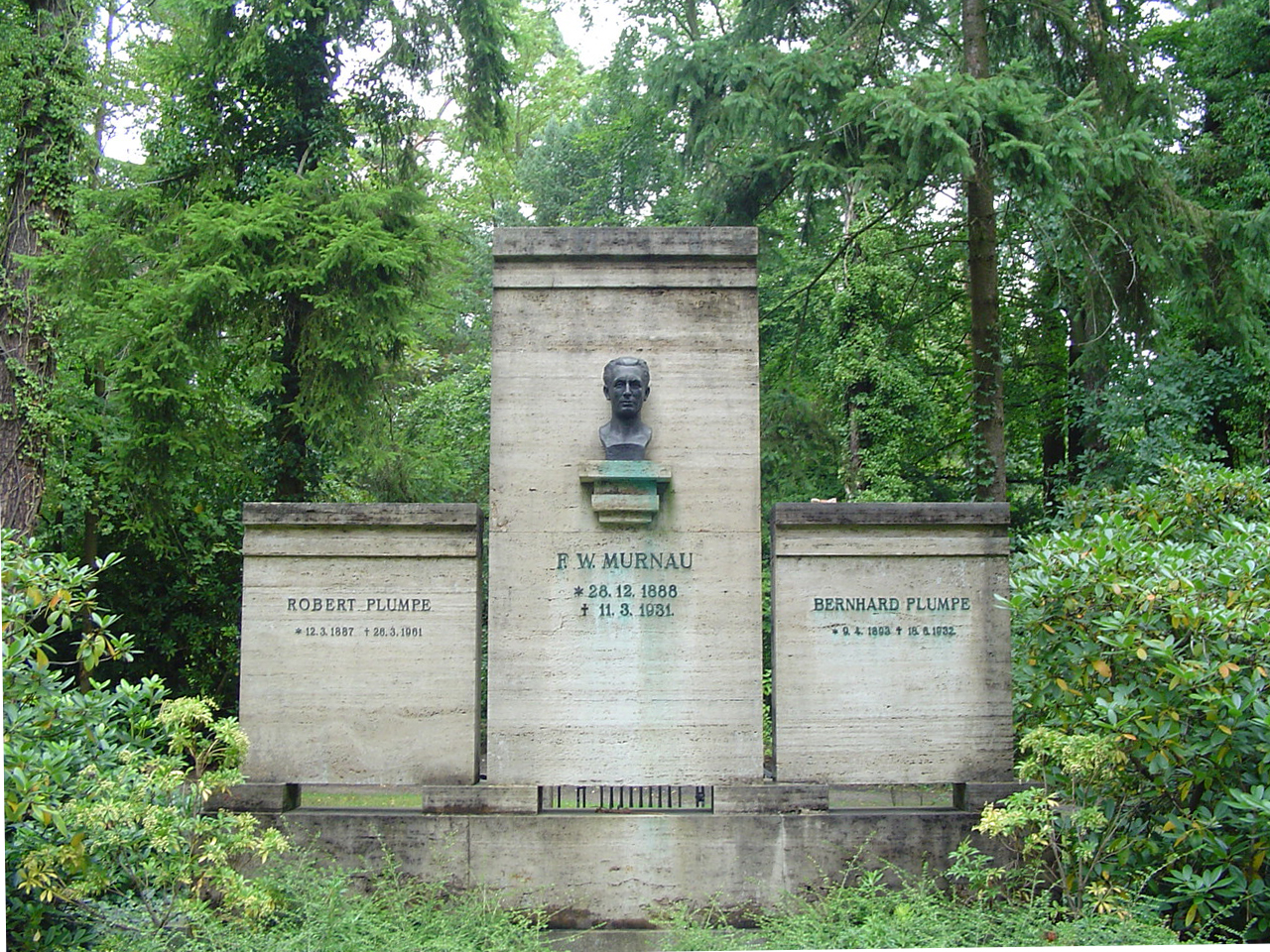
Místo věčného odpočinku F. W. Murnaua na hřbitově ve Stahnsdorfu poblíž Berlína

V roce 1926 Murnau emigroval do Hollywoodu, kde pro filmové studio Fox natočil Východ slunce (1927), kriticky vysoce oceňovaný romantický snímek. Film nebyl finančně úspěšný, avšak obdržel několik oscarových ocenění na vůbec prvním oscarovém ceremoniálu, který pořádala Akademie filmového umění a věd v roce 1929. Poslední Murnauův němý film, nazvaný Chléb náš vezdejší (1930), byl natočen na základě divadelní hry Elliotta Lestera. Jedná se o jeden z posledních němých filmů, vzniklý již v období zavádění zvuku do kinematografie. Studio Fox chtělo film dodatečně ozvučit, avšak Murnau trval na němé verzi.
Po těchto neshodách Murnau ze studia Fox odešel, aby se následně vydal na cestu do jižního Pacifiku. Tady, společně s pionýrem dokumentárního filmu Robertem J. Flaherym, odcestoval na Bora-Bora, kde natáčeli film Tabu (1931), netradiční romantický snímek odehrávající se v exotickém prostředí polynéských ostrovů. Murnau a Flaherty měli ovšem silné umělecké neshody, důsledkem čehož nakonec Flaherty od projektu odstoupil a Murnau dokončil film sám.

## Smrt
Uvedení svého posledního filmu do kin se už ovšem jeho tvůrce nedožil. Pouhý týden před premiérou F. W. Murnau tragicky zahynul při automobilové nehodě v Santa Barbaře v Kalifornii, když se srazil s nezkušeným 14letým řidičem. Murnau byl pochován na hřbitově ve Stahnsdorfu poblíž Berlína. Pouze 11 lidí se zúčastnilo jeho pohřbu. Mezi nimi Robert J. Flaherty, Emil Jannings, Greta Garbo a Fritz Lang, který pronesl smuteční řeč. Greta Garbo dala zhotovit Murnauovu posmrtnou masku, kterou následně měla na svém pracovním stole během svých hollywoodských let.

## Výběrová filmografie

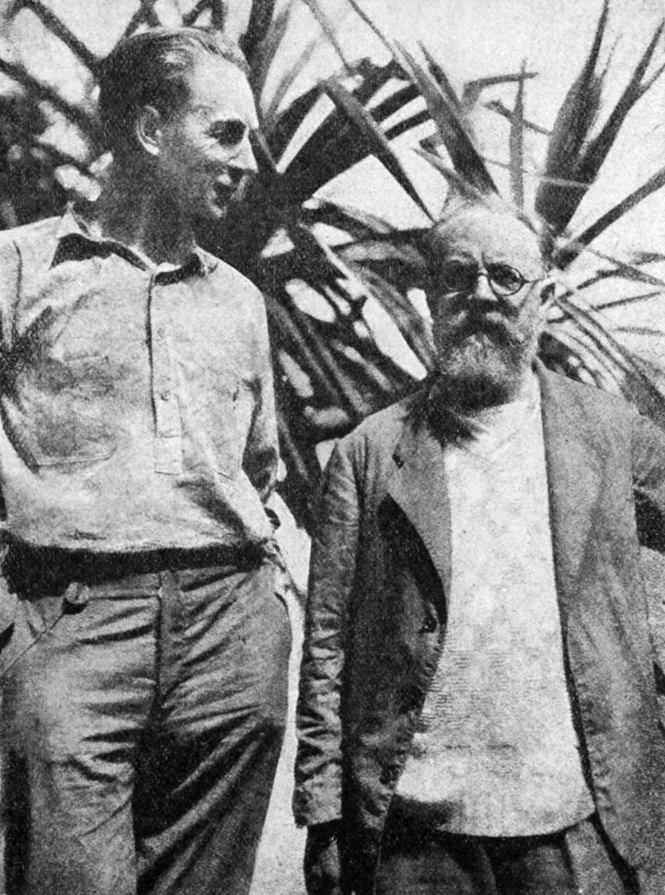
Henri Matisse a Friedrich Wilhelm Murnau na Tahiti (1930)

- Henri Matisse a Friedrich Wilhelm Murnau na Tahiti (1930)Upír Nosferatu (1922)
- Fantom (1922)
- Poslední štace (1924)
- Tartuffe (1925)
- Faust (1926)
- Východ slunce (1927)
- Chléb náš vezdejší (1930)
- Tabu (1931)